# نتائج بطولات ومقابلات ماغنوس كارلسن
يوضح الجدول بالأسفل نتائج بطولات ومقابلات ماغنوس كارلسن منذ عام (2012- ) بما فيها البطولات على الإنترنيت.